# Каннель (музичний інструмент)
Каннель (ест. kannel) — естонський струнний щипковий музичний інструмент, зазвичай 60-90 см завдовжки, 17-33 см завширшки; кількість струн варіюється, зустрічаються інструменти з 5–10, 14, 21, 30, 33, 46 і 50 струнами.

## Історія

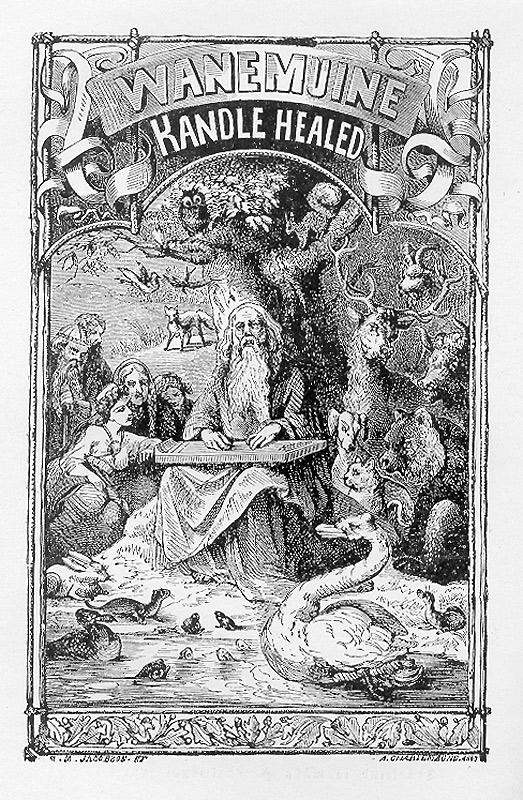
Бог Ванемуйне, грає на каннеле

За легендою, перший каннель вирізали з берези, що росла на могилі вбитої дівчини; декою стали кістки великого лосося, а для струн взяли дівоче волосся. У реальності корпус зазвичай робили з ялини, струни ранніх каннелей виготовляли з кінського волоса і кишок, пізніше — з металу. Корпус каннеля вирізали з деревини листопадних дерев, а деку — з ялини. У народності сету каннель вважався божественним даром, тому гра на ньому не була заборонена навіть у Великий піст.
Має значну схожість з латиським коклесом, литовським канклесом, карело-фінською кантеле, водським каннилем (водськ. kannõl), лівською кандлою (лів.kāndla) та російськими крилоподібними гуслями.
Найстарші збережені каннелі зберігаються в Музеї театру і музики у Таллінні. Вони датовані кінцем XVIII — початком XIX століття. Перша письмова згадка близькоспорідненого каннелю фінської кантеле була у 1835 році в Калевалі. Старовинні каннелі мали трапецієподібний довблений крилоподібний корпус з 5–7 струнами, накритий декою з одним або декількома отворами; металевий струнотримач перебував на вузькому кінці деки, а кілочки — на широкому (така конструкція найдовше збереглася у сету і на островах). На п'ятиструнному каннелі акомпанували виконання найстаріших віршованих творів — регівярсів. Починаючи з XIX століття кількість струн збільшувалася.

## Кількість струн і техніка гри

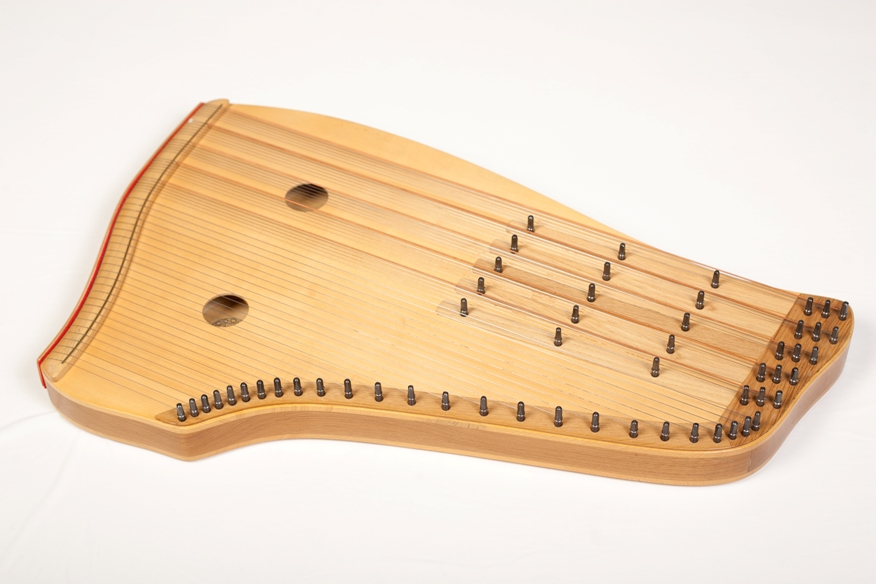
Сучасний каннель

Найдавніші естонські мелодії написані в одному з трьох трьохступеневих звукорядів: мі-фа-соль, до-ре-мі і ре-мі-фа; п'ятиструнний каннель дозволяв виконувати всі. Надалі, з розширенням діапазону мелодій, були додані шоста і сьома струни. У XIX столітті число струн сильно збільшилося: крім як мінімум 15 мелодійних з'явилися три басові, які настроювали у тоніку, домінанту і субдомінанту до діатонічного звукоряду; а у XX столітті до них додалися додаткові акомпануючі струни, розташовані вище мелодичних. Після збільшення кількості струн до сучасних 20–30, настроювання інструмента продовжує бути діатонічним у більшості зразків. Іноді зустрічаються інструменти з подвійними і потрійними струнами.
Технік гри на сучасному каннеле дві: заглушення непотрібних струн однією рукою (зазвичай лівою) і гра іншою, а також гра, що нагадує арфову, при якій одна рука грає мелодію на верхніх струнах, а друга — акомпанемент на нижніх. Каннель, на якому грають акордами, «акордканнель» (ест. akordkannel), з'явився в південній Естонії в ансамблях народної музики на початку XX століття. Пізніше був створений хроматичний каннель. У регіональній народній музиці використовується безліч різновидів каннеля і нестандартних технік гри.

## Нотація
До 1930 року нотація для каннеля відсутня, першу систему запису музики для цього інструменту під назвою «ванемуйзе каннель» (ест. vanemuise kannel) запропонував Авелініус Тиніссон. Ця система полягає в нанесенні на папір точок, що позначають струну, яку потрібно защепити, а при необхідності видобути звук з послідовно розташованих струн, між крайніми точками малюють лінію. Готовий запис підкладають прямо під струни.